# Azeroth
Azeroth es una banda argentina de power metal melódico, formada en el año 1995.

## Historia
La historia de Azeroth se inicia en 1995, en Buenos Aires (Argentina), cuando Fernando Ricciardulli (bajo y teclados) junto a su hermana María Eugenia Ricciardulli (batería) y Juan Manuel Villagra (guitarra) forman la banda con la idea de hacer un heavy metal en el que la melodía y la fuerza sean los elementos principales.
Diversos músicos pasaron por las filas de la banda y es en 1998 cuando la banda comienza a recorrer todo el circuito underground. Es en ese mismo año en que la banda graba un Demo de canciones que fue utilizado para dar a conocer la música de Azeroth a los medios y a las discográficas. Así, el Sello Nems Enterprises se interesa en el proyecto y los contrata.
Durante la segunda mitad de 1999 graban el material que formaría parte del primer disco, titulado simplemente Azeroth, el cual contó con la participación de Christian Bertoncelli (Imperio, Renacer) y Adrián Barilari (Rata Blanca) en las voces principales. El material fue mezclado por el productor alemán Charlie Bauerfeind en Hamburgo (Alemania), quien trabajara con bandas del calibre de Helloween, Blind Guardian, Hammerfall y Primal Fear, entre otras; en tanto que el arte de tapa del CD fue encargado al belga Eric Phillippe quien trabajara entre otros en los primeros álbumes de Rhapsody y Sonata Arctica.
Una gran cantidad de presentaciones en vivo se sucedieron a la salida del álbum de la banda, y participó como grupo invitado de importantes agrupaciones como Helloween, Nightwish, en el Metal Rock Festival (junto a Barón Rojo) y el Festival Power Progresivo (junto Vision Divine y Labÿrinth), para luego embarcarse en el llamada "Campaña al Desierto Tour", en el que recorrieron distintos puntos del interior del Argentina y Uruguay. En tanto el material fue bien recibido por la prensa especializada nacional, así como en el exterior, y es por eso que el disco es licenciado a España y Japón.
Durante 2001, Azeroth grabó una versión de "Rompe el hechizo" para el disco tributo a Rata Blanca, editado también por el Sello Nems Enterprises, y mezclado por el productor alemán Piet Sielck.
Ya en 2002, mientras se ultimaba la composición y producción del segundo disco, los miembros del grupo toman la decisión de continuar su carrera musical en Europa, más precisamente en España. A finales de ese año se comienza con las grabaciones del nuevo álbum, la cual finaliza a mediados de 2003. Este nuevo álbum, titulado II, contó con la participación de Hansi Kürsch (cantante de Blind Guardian) haciendo coros como músico invitado. El arte de tapa fue hecho por Daniel Trajtemberg, quien trabajara previamente con Rata Blanca entre otros.
La mezcla de este material fue unos de los principales problemas que hiciera que este disco viese la luz casi 5 años después, ya que los productores con los cuales se pretendía trabajar estaban ocupados y porque hubo que trabajar más de lo debido con ciertos problemas técnicos.
En tanto Fernando Ricciardulli se trasladó en primer lugar a Italia, con el objetivo de luego dirigirse a España, pero problemas con los integrantes de la banda hizo que quedará solo en el proyecto. Como miembro fundador, y principal compositor de la banda, Fernando decidió igualmente seguir adelante con el proyecto. Diversos músicos italianos estuvieron trabajando en el proyecto, pero la tardanza de la salida del nuevo material hicieron que muchos de ellos decidieran abandonar el proyecto, porque el disco tardaba en salir y no había material que apoyar.
Azeroth finalmente lanzó su tercer álbum de estudio Historias y Leyendas el 20 de julio de 2010, grabado en Virtual Studio de Buenos Aires, mezclado y masterizado por Emiliano Obregón y presentando nueva formación: Fernando Ricciardulli (miembro fundador y compositor del grupo) en el bajo, la participación de Christian Bertoncelli (Renacer, Imperio) en las voces, y los nuevos miembros Mario Dorantes (guitarra), Ángel Montagner en la guitarra, Alfredo Mondragón en la batería y Luigi Mondragón en los teclados. La portada fue diseñada por el artista sueco Rudolf Hergzog. De la canción "La Promesa" se filmó un videoclip promocional (hecho inédito para el grupo hasta la fecha).

## Discografía
- Azeroth (2000)
- II (2003)
- Historias y Leyendas (2010)
- Más Allá Del Caos (2018)
- Senderos Del Destino (2022)

## Miembros

### Última formación conocida
- Fernando Ricciardulli - Bajo
- Ignacio Rodríguez - Voz
- Pablo Gamarra - Guitarra
- David Zambrana - Guitarra
- Daniel Esquivel - Batería
- Leonardo Miceli - Teclados

### Miembros anteriores
- Mario Dorantes - Guitarra
- Ángel Montagner - Guitarra
- Christian Bertoncelli - Voz
- Adrián Barilari - Voz
- María Eugenia Ricciardulli - Batería